# Bataille de Saint-Fulgent (1793)
Pour les articles homonymes, voir Bataille de Saint-Fulgent.
Guerre de Vendée
Batailles
La première bataille de Saint-Fulgent se déroule le 22 septembre 1793 lors de la guerre de Vendée. Elle s'achève par la victoire des Vendéens qui reprennent le bourg de Saint-Fulgent aux républicains. 

## Prélude
Après leur victoire à Montaigu, les forces vendéennes de Lescure et Charette, doivent, selon le plan établi par le généralissime d'Elbée, marcher sur Clisson afin de prendre l'Armée de Mayence en tenailles avec les forces de Bonchamps et de Lyrot. Cependant Lescure et Charette ne suivent pas le plan prévu et décident d'attaquer la garnison de Saint-Fulgent. L'origine de cette décision et ses motifs ne sont pas éclaircis : dans ses mémoires l'officier royaliste Bertrand Poirier de Beauvais estime que l'idée vient de Lescure, tandis que d'autres auteurs l'attribuent à Charette.
Depuis le 14 septembre, le bourg de Saint-Fulgent est tenu par un corps de l'Armée des côtes de La Rochelle commandé par le général Jean Quirin de Mieszkowski. Le 16 septembre, avant même la déroute de ses troupes à la bataille de Coron et à la bataille du Pont-Barré, le général Rossignol, commandant en chef de l'Armée des côtes de La Rochelle, donne l'ordre au général Chalbos, alors à Chantonnay, de se replier sur Luçon. Le 17, Chalbos envoie un courrier à Mieszkowski pour le prévenir de ce mouvement, cependant sa dépêche ne lui parvient que le 20. Mieszkowski fait alors passer l'information à Canclaux, qui commande les forces de l'Armée des côtes de Brest et de l'Armée de Mayence et qui se trouve à Clisson, pour lui demander son avis et des ordres. Le 21, Canclaux, informé de la déroute de Beysser à Montaigu, envoie l'ordre à Mieszkowski de battre en retraite, mais la dépêche, portée par l'adjudant-général Dufour, ne lui parvient pas, toutes les routes étant coupées par les Vendéens,.

## Forces en présence
Le corps de Mieszkowski est fort de 4 000 hommes selon Lucas de La Championnière,, de 4 500 selon Émile Gabory, de 5 000 selon Yves Gras et de 6 000 selon Le Bouvier-Desmortiers et la marquise de La Rochejaquelein,. Selon Charles-Louis Chassin, Mieszkowski commande 3 000 hommes pendant la bataille. Ce nombre est également repris par l'historien Lionel Dumarcet. La cavalerie est constituée des brigades de gendarmerie nationale des départements de la Vendée, de la Vienne, de la Charente-Inférieure et de la Dordogne, sous les ordres du capitaine Mauflastre. Parmi les troupes d'infanterie figure le 5e bataillon de volontaires de la Charente, commandé par Reboul. 
Les Vendéens sont quant à eux environ 20 000 selon Chassin,.

## Déroulement
Le 22 septembre, les Vendéens arrivent devant Saint-Fulgent au coucher du soleil. Le combat s'engage par un duel d'artillerie. Les fantassins engagent ensuite la fusillade, mais celle-ci s'effectue dans une grande confusion à cause de l'obscurité,. Plusieurs Vendéens sont blessés par des tirs fratricides,. Cependant les assaillants, en supériorité numérique, enveloppent progressivement le bourg en poussant de grands cris qui sèment le trouble parmi les défenseurs,,,,. Après six heures de combats, Mieszkowski fait évacuer Saint-Fulgent, mais les républicains sont rattrapés et mis en déroute par la cavalerie vendéenne,,. 
Selon certains auteurs royalistes, comme Victoire de Donnissan de La Rochejaquelein et Adophe de Brem, les troupes de Charles de Royrand interviennent et prennent part à la poursuite. Mais d'autres, comme Le Bouvier-Desmortiers et Bittard des Portes, contestent ce récit. Pour l'historien Lionel Dumarcet : « il est bien difficile de répondre ».
Les républicains se replient sur Chantonnay et sont poursuivis jusqu'aux Quatre-chemins, à L'Oie,. Ils gagnent ensuite Fontenay-le-Comte, puis regagnent Les Sables-d'Olonne en passant par Luçon. 

## Pertes
Après le combat, la colonne de Mieszkowski ne compte plus que 2 000 hommes, contre 3 000 avant la bataille. Selon les mémoires de l'officier royaliste Bertrand Poirier de Beauvais, les Vendéens font près de 700 prisonniers.
Les Vendéens s'emparent de plusieurs canons : 20 selon Bittard des Portes, 16 selon Le Bouvier-Desmortiers et six selon Poirier de Beauvais, nombre également retenu par les historiens Lionel Dumarcet et Émile Gabory,. D'après Poirier de Beauvais et la marquise Victoire de Donnissan de La Rochejaquelein, les prisonniers et le butin sont ramenés à Mortagne,. Dans ses mémoires, l'officier royaliste Pierre-Suzanne Lucas de La Championnière rapporte également que les Vendéens s'emparent d'un immense butin, avec notamment de nombreuses pièces de canon et de tous les bagages de l'armée républicaine, mais que le partage est à l'avantage de la grande armée et que Charette ne reçoit que quelques canons.

## Conséquences
L'attaque de Saint-Fulgent s'avère cependant être une lourde erreur stratégique de la part de Lescure et de Charette, car le même jour les forces de d'Elbée, Bonchamps et Lyrot attaquent seules l'armée de Mayence du côté de Clisson et sont repoussées à la bataille du Pallet,,,. Le général Canclaux peut alors effectuer sa retraite en bon ordre sur Nantes afin de préparer une nouvelle offensive,. Charette se sépare de Lescure et gagne Les Herbiers où il reste cinq jours inactif,. Les armées du Bas-Poitou et du Pays de Retz connaissent également la défection de certains officiers, qui estimant « les autres armées plus braves », passent dans la grande armée.